# John Stackhouse
John Stackhouse est un botaniste britannique, né en 1742 et mort le 22 novembre 1819.
Il est l’auteur de Nereis Britannica; or a Botanical Description of British Marine Plants, in Latin and English, accompanied with Drawings from Nature (1797).